# Liste des résolutions du Conseil de sécurité des Nations unies adoptées en 2019
Les résolutions du Conseil de sécurité des Nations unies sont les décisions qui sont votées par le Conseil de sécurité des Nations unies.
Une telle résolution est acceptée si au moins neuf des quinze membres (depuis le 17 décembre 1963, 11 membres avant cette date) votent en sa faveur et si aucun des membres permanents qui sont la Chine, les États-Unis, la France, le Royaume-Uni et la Russie n'émet de vote contre (qui est désigné couramment comme un veto).

## Résolutions 2452 à 2459
- Résolution 2452 : La situation au Moyen-Orient  (adoptée le 16 janvier 2019)
- Résolution 2453 : La situation à Chypre  (adoptée le 30 janvier 2019)

- Résolution 2454 : La situation en République centrafricaine (adoptée le 31 janvier 2019)
- Résolution 2455 : Rapports du Secrétaire général sur le Soudan et le Soudan du Sude [1](adoptée le 7 février 2019)
- Résolution 2456 : La situation au Moyen-Orient (adoptée le 26 février 2019)
- Résolution 2457 : Coopération entre l’Organisation des Nations unies et les organisations régionales et sous-régionales aux fins du maintien de la paix et de la sécurité internationales - Faire taire les armes en Afrique (adoptée le 27 février 2019)
- Résolution 2458 : La situation en Guinée-Bissau (adoptée le 28 février 2019)
- Résolution 2459 : Rapports du Secrétaire général sur le Soudan et le Soudan du Sude (adoptée le 15 mars 2019)

## Résolutions 2460 à 2469
- Résolution 2460 : La situation en Afghanistan  (adoptée le 15 mars 2019)
- Résolution 2461 : La situation en Somalie  (adoptée le 27 mars 2019)
- Résolution 2462 :  Menaces contre la paix et la sécurité internationales résultant d’actes de terrorisme: Prévention et lutte contre le financement du terrorisme (adoptée le 28 mars 2019)
- Résolution 2463 :  La situation concernant la République démocratique du Congo (adoptée le 29 mars 2019)
- Résolution 2464 : Non-prolifération : République populaire démocratique de Corée  (adoptée le 10 avril 2019)
- Résolution 2465 :  Rapports du Secrétaire général sur le Soudan et le Soudan du Sud (adoptée le 12 avril 2019)
- Résolution 2466 :  La question concernant Haïti (adoptée le 12 avril 2019)
- Résolution 2467 : Les femmes et la paix et la sécurité - Violences sexuelles en période de conflit  (adoptée le 23 avril 2019)
- Résolution 2468 :  La situation concernant le Sahara occidental (adoptée le 30 avril 2019)
- Résolution 2469 :  Rapports du Secrétaire général sur le Soudan et le Soudan du Sud (adoptée le 14 mai 2019)

## Résolutions 2470 à 2479
- Résolution 2470 : La situation concernant l’Iraq  (adoptée le 21 mai 2019)
- Résolution 2471 : Rapports du Secrétaire général sur le Soudan et le Soudan du Sude  (adoptée le 30 mai 2019)
- Résolution 2472 :  La situation en Somalie (adoptée le 31 mai 2019)
- Résolution 2473 :  La situation en Libye (adoptée le 10 juin 2019)
- Résolution 2474 : Protection des civils en période de conflit armé - Personnes disparues en période de conflit armé (adoptée le 11 juin 2019)
- Résolution 2475 :  Protection des civils en période de conflit armé (adoptée le 20 juin 2019)
- Résolution 2476 :  La question concernant Haïti (adoptée le 25 juin 2019)
- Résolution 2477 : La situation au Moyen-Orient (adoptée le 26 juin 2019)
- Résolution 2478 :  La situation concernant la République démocratique du Congo (adoptée le 26 juin 2019)
- Résolution 2479 :  Rapports du Secrétaire général sur le Soudan et le Soudan du Sude (adoptée le 27 juin 2019)

## Résolutions 2480 à 2489
- Résolution 2480 : La situation au Mali  (adoptée le 28 juin 2019)
- Résolution 2481 : La situation au Moyen-Orient  (adoptée le 15 juillet 2019)
- Résolution 2482 : Menaces contre la paix et la sécurité internationales  (adoptée le 15 juillet 2019)
- Résolution 2483 : La situation à Chypre  (adoptée le 25 juillet 2019)
- Résolution 2484 : La situation au Mali (adoptée le 29 août 2019)
- Résolution 2485 : La situation au Moyen-Orient  (adoptée le 29 août 2019)
- Résolution 2486 : La situation en Libye  (adoptée le 12 septembre 2019)
- Résolution 2487 : Lettres identiques datées du 19 janvier 2016, adressées au Secrétaire général et au Président du Conseil de sécurité par la Représentante permanente de la Colombie auprès de l'Organisation des Nations unies (S/2016/53) (adoptée le 12 septembre 2019)
- Résolution 2488 : La situation en République centrafricaine  (adoptée le 12 septembre 2019)
- Résolution 2489 :  La situation en Afghanistan (adoptée le 17 septembre 2019)

## Résolutions 2490 à 2499
- Résolution 2490 : Menaces contre la paix et la sécurité internationales  (adoptée le 20 septembre 2019)
- Résolution 2491 : Menaces contre la paix et la sécurité internationales (adoptée le 3 octobre 2019)
- Résolution 2492 : Rapports du Secrétaire général sur le Soudan et le Soudan du Sud (adoptée le 15 octobre 2019)
- Résolution 2493 : Les femmes et la paix et la sécurité (adoptée le 29 octobre 2019)
- Résolution 2494 : La situation concernant le Sahara occidental (adoptée le 30 octobre 2019)
- Résolution 2495 : Rapports du Secrétaire général sur le Soudan et le Soudan du Sud  (adoptée le 31 octobre 2019)
- Résolution 2496 : Bosnie-Herzégovine  (adoptée le 5 novembre 2019)
- Résolution 2497 : La situation à Abyei (adoptée le 14 novembre 2019)
- Résolution 2498 : La situation en Somalie  (adoptée le 15 novembre 2019)
- Résolution 2499 : la situation en République centrafricaine  (adoptée le 4 décembre 2019)

## Résolutions 2500 à 2503
- Résolution 2500 : La situation en Somalie (adoptée le 4 décembre 2019)
- Résolution 2501 : Menaces contre la paix et la sécurité internationales résultant d'actes de terrorisme (adoptée le 16 décembre 2019)
- Résolution 2502 : La situation concernant la République démocratique du Congo (adoptée le 19 décembre 2019)
- Résolution 2503 : La situation au Moyen-Orient (adoptée le 19 décembre 2019)